# Barış Memiş
Barış Memiş (* 5. Januar 1990 in Trabzon) ist ein türkischer Fußballspieler, der für Eyüpspor spielt.

## Karriere

### Verein
Memiş ist Mittelfeldspieler bei Trabzonspor sowie in der türkischen U18-Fußballnationalmannschaft. Er wurde in Frankreich beim Limoges Cup mit der türkischen U18-Nationalmannschaft zum talentiertesten Spieler des Turniers gewählt. Nachdem Ersun Yanal Trainer bei Trabzonspor wurde, holte er ihn von der Jugend in die erste Mannschaft. Er wurde als großes Talent gehandelt und als Nachfolger von Gökdeniz Karadeniz angesehen. Sein Debüt für Trabzonspor gab er in einem Pokalspiel gegen MKE Kırıkkalespor.
Die Spielzeit 2010/11 verbrachte er als Leihspieler beim Zweitligisten Karşıyaka SK. Hier wurde vor der Ligabegegnung gegen Giresunspor vom 21. November 2010 bei ihm eine Dopingsubstanz festgestellt. Daraufhin wurde er vom Verband für zwei Jahre gesperrt. Um ihm Spielpraxis zu ermöglichen, sollte er für die Spielzeit 2011/12 an den nordzypriotischen Fußballverein Çetinkaya TSK ausgeliehen werden. Dieser Wechsel scheiterte in letzter Instanz.
Bereits vor Beginn der Saison 2012/13 wurde er vom Trainer Şenol Güneş für nicht reif genug befunden und an die Zweitmannschaft Trabzonspors, an den neuen Zweitligisten 1461 Trabzon ausgeliehen. Hier wird er mit Ablauf seiner Spielsperre ab November 2012 wieder einsatzfähig sein. Bei diesem Verein zeigte er in der Spielzeit 2013/14 eine steigende Formkurve und wurde mit 13 Ligatoren der erfolgreichste Torschütze seines Vereins und einer der erfolgreichsten der Liga.
Zur Saison 2014/15 verließ er Trabzonspor endgültig und heuerte beim Ligarivalen Kayseri Erciyesspor an.
Im Januar 2016 kehrte er zu 1461 Trabzon zurück. Nachdem er mit diesem Verein zum Saisonende den Klassenerhalt verfehlt hatte, wechselte er in der Sommertransferperiode in die Süper Lig zum südtürkischen Aufsteiger Adanaspor. Nach lediglich einer Pflichtspielbegegnung für diesen Verein verließ er diesen nach einer Saison und heuerte beim Istanbuler Drittligisten Eyüpspor.

### Nationalmannschaft
Memiş begann für die türkischen Jugendnationalmannschaften aufzulaufen und durchlief von der U-15 bis zur U-19 alle Altersstufen.
Nachdem Memiş in der Rückrunde der Spielzeit 2013/14 wieder zu überzeugen wusste, wurde er in den Kader der 2. Auswahl der türkischen Nationalmannschaft nominiert und gab am 15. Oktober 2013 gegen die A2-Mannschaft Estlands sein Debüt.